# Antonio Fantini
Antonio Fantini (Napoli, 31 gennaio 1936 – Napoli, 11 agosto 2013) è stato un politico italiano, esponente della Democrazia Cristiana.

## Biografia
Nel 1980 è eletto consigliere regionale della Campania nella DC. Diviene Presidente della Giunta regionale della Campania dal 1983 al 1989 per la Democrazia Cristiana, accusato della cattiva gestione dei fondi per il terremoto dell'Irpinia del 1980 (circa 60.000 miliardi di lire) e riconosciuto responsabile di corruzione per un atto contrario ai doveri di uffici, è condannato in appello a due anni e 10 mesi. È stato eletto deputato europeo alle elezioni del 1989. È stato membro della Commissione per i trasporti e il turismo, della Delegazione per le relazioni con i paesi dell'America del Sud, della Commissione politica, della Commissione giuridica e per i diritti dei cittadini. Nel 1992 si candidò al Senato con la DC nel collegio di Napoli III, ma non fu eletto. Restò al Parlamento europeo fino al 1994.
Dalla nascita dei Popolari UDEUR di Clemente Mastella fino al 2008 ricopre la carica di segretario regionale campano. In tale veste, nel febbraio 2008 ha espulso dal partito i promotori della scissione dei Popolari Democratici. Nei mesi successivi è poi stato alla guida dei fuoriusciti dall'Udeur, contrari all'alleanza col PdL, essendo sostenitore di un'alleanza di centrosinistra.
Nell'ottobre 2009 venne indagato nell'ambito di un'inchiesta sull'Agenzia regionale per la protezione ambientale (ARPA) e gli viene vietato di dimorare nella Regione Campania
Muore a Napoli all'età di 77 anni nell'agosto 2013.